# Бурлак (пароход, 1856)
«Бурлак» — вооружённый колесный пароход Каспийской флотилии Российской империи.

## Описание парохода
Колёсный пароход с железным корпусом. Длина судна составляла 30,38 метра, а ширина с обшивкой — 4,57 метра. На пароходе была установлена паровая машина мощностью 30 номинальных лошадиных сил. Вооружение судна состояло из 2 орудий.

## История службы
Колёсный пароход «Бурлак» был заложен в 1856 году на Нижегородской машинной фабрике и после спуска на воду в том же году вошёл в состав Каспийской флотилии России. Строительство вёл корабельный мастер подполковник М. М. Окунев.
12 (24) января 1874 года пароход «Бурлак» был исключён из списков судов Каспийской флотилии.